# Yellow Cup Dezember 1979
Der Yellow Cup Dezember 1979 war die achte Austragung des Handballturniers für Vereinsmannschaften. Gespielt wurde am 29. und 30. Dezember 1979 in der Eulachhalle von Winterthur (Kanton Zürich). Wenige Tage nach dem erstmals ausgetragenen Supercup beteiligten sich auf Einladung des Vereins Yellow Winterthur aus der Nationalliga A fünf weitere europäische Erstligisten: der rumänische Meister und mehrfache Europapokalsieger Steaua Bukarest (mit Radu Voina), der ungarische Meister Tatabányai Bányász (mit Béla Bartalos), Dukla Prag aus der Tschechoslowakei sowie die Schweizer Mannschaften TSV St. Otmar St. Gallen und Pfadi Winterthur. Zum zweiten Mal nach 1978 gewann Tatabányai Bányász das Turnier, die favorisierte Mannschaft aus Bukarest belegte den dritten Platz. Vasile Stîngă (Bukarest) wurde Torschützenkönig des «Yellow-Cup 79» und zum technisch attraktivsten Spieler gewählt; als bester Torhüter wurde Pavel Winter (Prag) ausgezeichnet.

## Tabelle
| Pl. | Verein                   | Sp. | S | U | N | Tore    | Diff. | Punkte |
| --- | ------------------------ | --- | - | - | - | ------- | ----- | ------ |
| 1.  | Tatabányai Bányász       | 5   | 5 | 0 | 0 | 066:550 | +11   | 010:00 |
| 2.  | Dukla Prag               | 5   | 4 | 0 | 1 | 070:500 | +20   | 08:20  |
| 3.  | Steaua Bukarest          | 5   | 3 | 0 | 2 | 071:610 | +10   | 06:40  |
| 4.  | TSV St. Otmar St. Gallen | 5   | 2 | 0 | 3 | 067:520 | +15   | 04:60  |
| 5.  | Pfadi Winterthur         | 5   | 1 | 0 | 4 | 048:650 | −17   | 02:80  |
| 6.  | Yellow Winterthur        | 5   | 0 | 0 | 5 | 037:760 | −39   | 00:100 |

## Resultate
| 29. Dezember 1979 | TSV St. Otmar St. Gallen | 14:6 | Pfadi Winterthur | Eulachhalle, Winterthur |
| 29. Dezember 1979 | (8:4)                    |      |                  | Eulachhalle, Winterthur |
| 29. Dezember 1979 |                          |      |                  | Eulachhalle, Winterthur |

| 29. Dezember 1979 | Tatabányai Bányász | 13:12 | Dukla Prag | Eulachhalle, Winterthur |
| 29. Dezember 1979 | (4:6)              |       |            | Eulachhalle, Winterthur |
| 29. Dezember 1979 |                    |       |            | Eulachhalle, Winterthur |

| 29. Dezember 1979 | Steaua Bukarest | 17:7 | Yellow Winterthur | Eulachhalle, Winterthur |
| 29. Dezember 1979 | (8:3)           |      |                   | Eulachhalle, Winterthur |
| 29. Dezember 1979 |                 |      |                   | Eulachhalle, Winterthur |

| 29. Dezember 1979 | Tatabányai Bányász | 12:10 | TSV St. Otmar St. Gallen | Eulachhalle, Winterthur |
| 29. Dezember 1979 | (6:6)              |       |                          | Eulachhalle, Winterthur |
| 29. Dezember 1979 |                    |       |                          | Eulachhalle, Winterthur |

| 29. Dezember 1979 | Steaua Bukarest | 15:11 | Pfadi Winterthur | Eulachhalle, Winterthur |
| 29. Dezember 1979 | (10:7)          |       |                  | Eulachhalle, Winterthur |
| 29. Dezember 1979 |                 |       |                  | Eulachhalle, Winterthur |

| 29. Dezember 1979 | Dukla Prag | 17:7 | Yellow Winterthur | Eulachhalle, Winterthur |
| 29. Dezember 1979 | (10:4)     |      |                   | Eulachhalle, Winterthur |
| 29. Dezember 1979 |            |      |                   | Eulachhalle, Winterthur |

| 29. Dezember 1979 | Tatabányai Bányász | 14:12 | Pfadi Winterthur | Eulachhalle, Winterthur |
| 29. Dezember 1979 | (7:7)              |       |                  | Eulachhalle, Winterthur |
| 29. Dezember 1979 |                    |       |                  | Eulachhalle, Winterthur |

| 29. Dezember 1979 | TSV St. Otmar St. Gallen | 20:7 | Yellow Winterthur | Eulachhalle, Winterthur |
| 29. Dezember 1979 | (10:2)                   |      |                   | Eulachhalle, Winterthur |
| 29. Dezember 1979 |                          |      |                   | Eulachhalle, Winterthur |

| 29. Dezember 1979 | Dukla Prag | 14:12 | Steaua Bukarest | Eulachhalle, Winterthur |
| 29. Dezember 1979 | (7:7)      |       |                 | Eulachhalle, Winterthur |
| 29. Dezember 1979 |            |       |                 | Eulachhalle, Winterthur |

| 30. Dezember 1979 | Dukla Prag | 15:8 | Pfadi Winterthur | Eulachhalle, Winterthur |
| 30. Dezember 1979 | (8:3)      |      |                  | Eulachhalle, Winterthur |
| 30. Dezember 1979 |            |      |                  | Eulachhalle, Winterthur |

| 30. Dezember 1979 | Tatabányai Bányász | 11:9 | Yellow Winterthur | Eulachhalle, Winterthur |
| 30. Dezember 1979 | (6:6)              |      |                   | Eulachhalle, Winterthur |
| 30. Dezember 1979 |                    |      |                   | Eulachhalle, Winterthur |

| 30. Dezember 1979 | TSV St. Otmar St. Gallen | 13:15 | Steaua Bukarest | Eulachhalle, Winterthur |
| 30. Dezember 1979 | (6:9)                    |       |                 | Eulachhalle, Winterthur |
| 30. Dezember 1979 |                          |       |                 | Eulachhalle, Winterthur |

| 30. Dezember 1979 | Pfadi Winterthur | 11:7 | Yellow Winterthur | Eulachhalle, Winterthur |
| 30. Dezember 1979 | (4:4)            |      |                   | Eulachhalle, Winterthur |
| 30. Dezember 1979 |                  |      |                   | Eulachhalle, Winterthur |

| 30. Dezember 1979 | Dukla Prag | 12:10 | TSV St. Otmar St. Gallen | Eulachhalle, Winterthur |
| 30. Dezember 1979 | (8:7)      |       |                          | Eulachhalle, Winterthur |
| 30. Dezember 1979 |            |       |                          | Eulachhalle, Winterthur |

| 30. Dezember 1979 | Tatabányai Bányász | 16:12 | Steaua Bukarest | Eulachhalle, Winterthur |
| 30. Dezember 1979 | (9:6)              |       |                 | Eulachhalle, Winterthur |
| 30. Dezember 1979 |                    |       |                 | Eulachhalle, Winterthur |